# Jersey

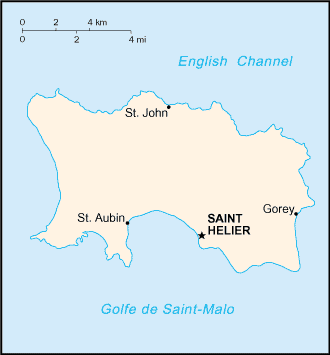
Mapa ostrova Jersey

Jersey (jerseysky Jèrri) je největší a nejjižnější ostrov Normanských ostrovů. Leží v Lamanšském průlivu u pobřeží Francie, asi 22 kilometrů západně od poloostrova Cotentin v Normandii a přibližně 145 km jižně od pobřeží Velké Británie. Z Normanských ostrovů je po ostrově Alderney druhým geograficky nejbližším Francii. Rozloha Jersey činí 120 km², žije zde přibližně 103 tisíc obyvatel. Ostrov měří zhruba 9 mil (~14,5 km) od západu na východ a 5 mil (~8 km) od severu na jih, což mu dává mezi místními obyvateli jméno „nine-by-five“ (devět krát pět). Hlavním městem je Saint Helier.
Ostrov je samosprávným britským korunním závislým územím (British Crown Dependency) Rychtářství Jersey (anglicky Bailiwick of Jersey, francouzsky Bailliage de Jersey, jerseysky Bailliage dé Jèrri), které není součástí Spojeného království ani Evropské unie. Rychtářství se skládá z vlastního ostrova Jersey a několika okolních neobydlených ostrůvků, skal a útesů, jako jsou Les Dirouilles, Les Écréhous, Les Minquiers a Les Pierres de Lecq. Někdy jsou Rychtářství Jersey a Rychtářství Guernsey souhrnně uváděna pod chybným politickým názvem Normanské ostrovy, avšak ty nejsou společnou geopolitickou entitou. Rychtářství Jersey a Guernsey jsou navzájem samostatné země, které mají vlastní vztah k britské koruně.
Jersey je konstituční monarchie se samosprávnou parlamentní demokracií, s vlastními finančním, právním a soudním systémem a s právem na sebeurčení. Guvernér je na ostrově osobním zástupcem panovníka Spojeného království. Administrativně se Jersey člení na 12 farností (parishes).
Ostrov Jersey byl součástí Normandského vévodství, jehož vévodové se stali od roku 1066 i anglickými králi. Poté, co angličtí králové ve 13. století Normandii ztratili a titul normanského vévody byl přenechán Francii, zůstaly Jersey a jiné Normanské ostrovy ve svazku zemí anglické koruny. Britský kulturní vliv na ostrově je zjevný, kupříkladu v používání angličtiny jako hlavního dorozumívacího jazyka a britské libry jako primárního platidla, i když někteří obyvatelé ještě stále hovoří normanským jazykem. Mezi další společné kulturní rysy patří řízení vlevo, možnost sledovat regionální televizní vysílání BBC (Spotlight BBC News) a ITV, školní osnovy po vzoru Anglie a popularita britských sportů, včetně kriketu.

## Historie
Historie ostrova Jersey je ovlivněna jeho strategickou polohou mezi severním pobřežím Francie a jižním pobřežím Anglie. Zaznamenaná historie ostrova přesahuje tisíc let.

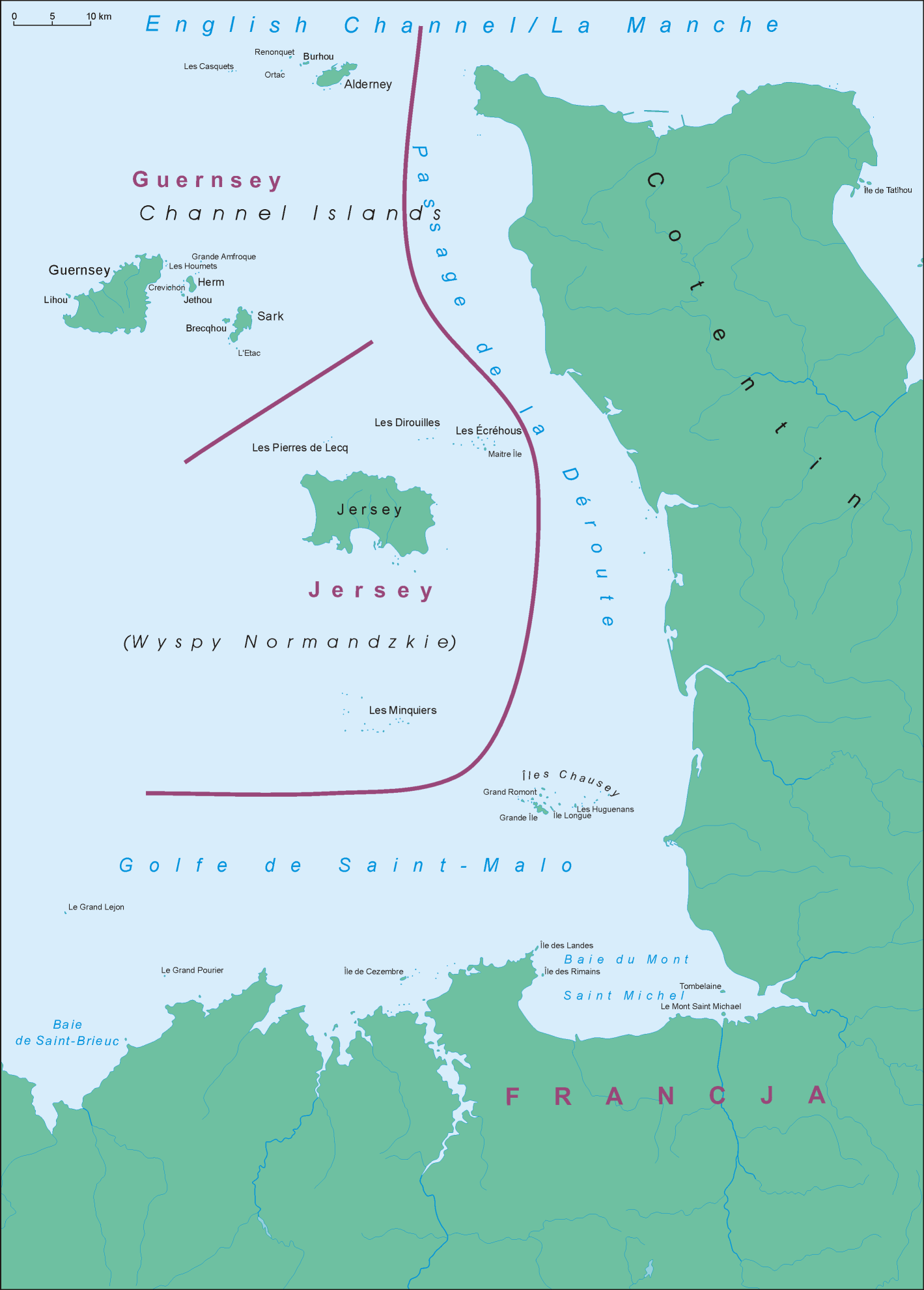
Mapa Normanských ostrovů a Normandie

Na ostrově byly nalezeny pozůstatky osídlení neandertálci ze středního paleolitu. La Cotte de St Brelade je paleolitické místo obydlené před tím, než stoupající hladina moře přeměnila Jersey na ostrov. Neandertálci zde žili v různých obdobích před zhruba 250 000 až 48 000 lety, což je nejranější známé osídlení Normanských ostrovů lidským druhem, a současně také možná jedním z posledních míst výskytu neandertálců v severozápadní Evropě. Je to také jediné místo na Britských ostrovech, kde se nalezly pozdní neandertálské fosilie.
Jersey mělo významné osídlení i v období neolitu, jak dokládá koncentrace dolmenů. Rovněž lze nalézt doklady o osídlení z doby bronzové a rané doby železné na mnoha místech ostrova.
Byly nalezeny archeologické důkazy římského vlivu, obzvláště u Les Landes, pobřežního vřesoviště u Le Pinacle, kde pozůstatky primitivní struktury jsou považovány za galořímské posvátné chrámové místo (fanum).
Ostrov Jersey byl součástí Neustrie se stejným galofranckým obyvatelstvem jako hlavní pevninská část Neustrie. Během vikinských nájezdů původně přešel ostrov Jersey spolu se zbývajícími Normanskými ostrovy a poloostrovem Cotentin (pravděpodobně s oblastí Avranchin v současné Normandii) pod vládu bretaňského vévody, protože francký král nebyl schopný je bránit, nicméně tato teritoria zůstala součástí rouenské arcidiecéze. Vikingové napadali ostrov Jersey během 9. století. V roce 933 rouenský hrabě Vilém I., zvaný Dlouhý meč, připojil ostrov k pozdějšímu normanskému vévodství, spolu s ostatními Normanskými ostrovy, poloostrovem Cotentin a oblastí Avranchin. Když si Vilémův potomek, Vilém Dobyvatel, podmanil v roce 1066 Anglii, bylo normanské vévodství a království Anglie spravováno jedním panovníkem. Normanští vévodové vlastnili na ostrově značný majetek a od normanských rodin žijících na jejich statcích se odvíjí mnoho původních frankonormansých jerseyských příjmení. V roce 1204 ztratil anglický král Jan všechna svá území v Normandii ve prospěch francouzského krále Filipa II. Augusta, ale udržel si kontrolu nad ostrovem Jersey a ostatními Normanskými ostrovy.
Pařížskou smlouvou z roku 1259 se anglický král formálně vzdal svého nároku na normanské vévodství a vévodský titul a od té doby vnitrostátně byly Normanské ostrovy samosprávná území anglické koruny a později koruny britské.
7. října 1406 napadla Jersey tisícovka francouzských ozbrojenců vedených Perem Niněm, kastilským privatýrem ve službách krále Jindřicha III. Útočníci přistáli v zátoce St Aubin's Bay a porazili tři tisícovky obránců, ale ostrov obsadit nedokázali.
Na konci 16. století se ostrované plavili přes severní Atlantik a účastnili se rybolovu v oblasti Newfoundlandu. Anglický král Karel II. věnoval viceadmirálovi siru Georgi Carteretovi, jerseyskému rychtáři a guvernéru, jako uznání za pomoc poskytnutou mu během exilu na Jersey ve 40. letech 17. století, velký kus země v amerických koloniích mezi řekami Hudson a Delaware, které George Carteret okamžitě pojmenoval New Jersey. Nyní je to jeden ze států Unie.
Britská vláda si byla vědoma vojenského významu Jersey a nařídila, aby byl ostrov silně opevněn. 6. ledna 1781 se francouzská invazní jednotka v síle dvou tisícovek mužů vypravila, aby převzala vládu nad ostrovem, ale jenom polovina těchto sil ostrova dosáhla a přistála. Bitva o Jersey trvala asi půl hodiny a Angličané ostrov úspěšně ubránili. Na každé straně bylo asi třicet obětí. Angličané zajali 600 francouzských útočníků, kteří byli posláni do Anglie. Francouzští velitelé byli zabiti.
Obchod položil základy prosperity, kterou podpořila neutralita mezi Anglií a Francií. Obyvatelé ostrova Jersey se zaměřili na zemědělství, mlynářství, rybolov, loďařství a produkci vlněného zboží. Lepší dopravní infrastruktura v 19. století přinesla na ostrov cestovní ruch.

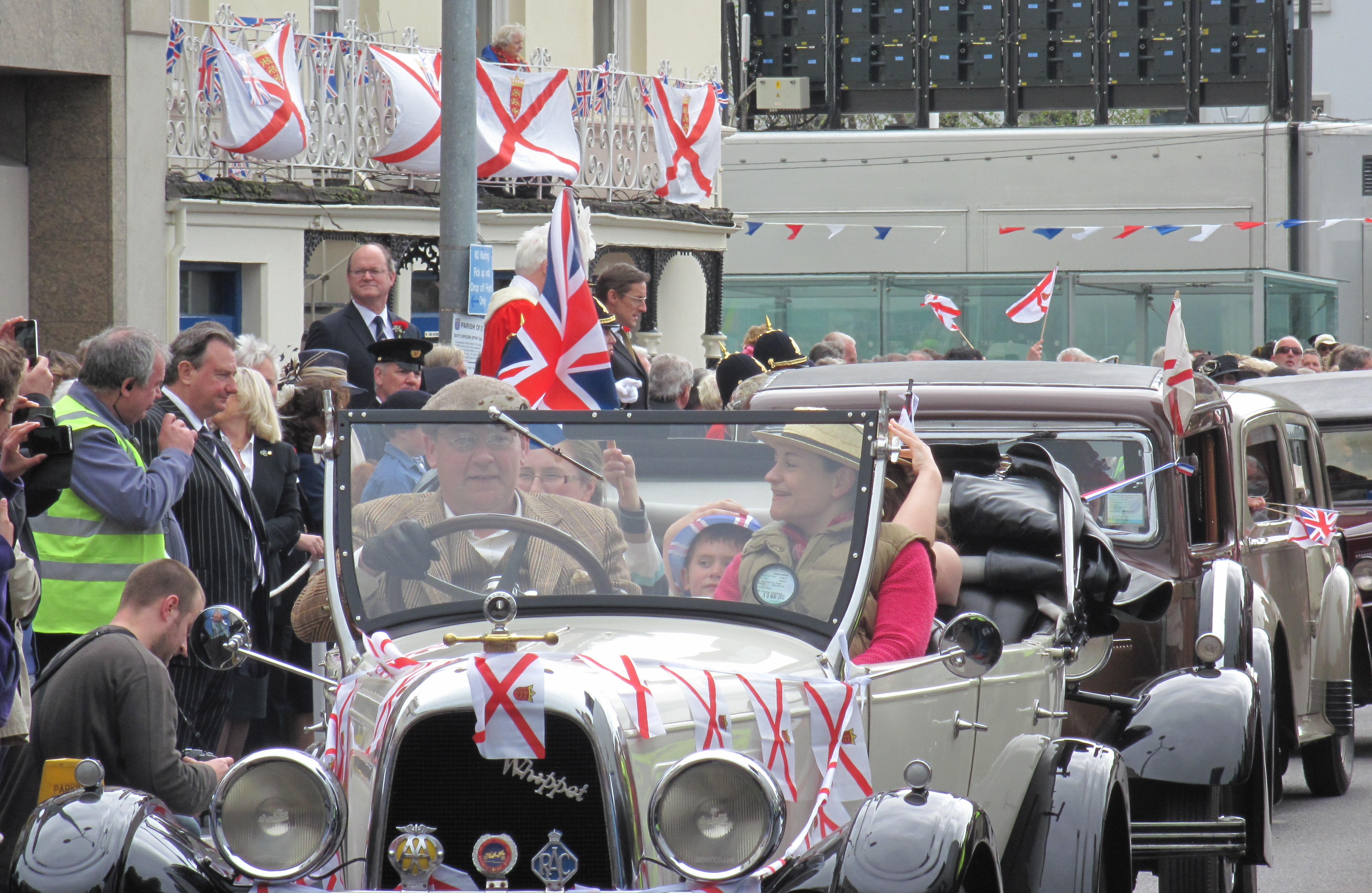
Den osvobození: 9. květen 2012

Během druhé světové války byli někteří občané evakuováni do Spojeného království, ale většina obyvatelstva zůstala. Jersey bylo okupováno Německem od 1. července 1940 do 9. května 1945, kdy Německo kapitulovalo. Během okupace zde vybudovali Němci mnoho opevnění, při jejichž výstavbě používali na otrockou práci sovětské vojenské zajatce. Po spojeneckém vylodění v Normandii v roce 1944 bylo zásobování z francouzské pevniny přerušeno a potravin se na ostrově začalo nedostávat. Červený kříž poslal na ostrov švédský parník Vega s dodávkou potravin a zprávami o úspěchu spojeneckého postupu v Evropě. Normanské ostrovy byly jedním z posledních míst v Evropě, které byly osvobozeny. Jako Den osvobození je na ostrově slaven 9. květen, kdy se konají oslavy na náměstí Liberation Square.

## Symboly
Jersey, závislé území Spojeného království, užívá vedle britských symbolů i své vlastní.

### Vlajka
Jerseyská vlajka je tvořena bílým listem o poměru stran 3:5 s červeným úhlopříčným křížem svatého Patrika. V horním trojúhelníkovém poli je červený štít se třemi žlutými lvy, doplněný korunou Plantagenetů.

## Politické uspořádání

Administrativní členění Jersey – 12 farností

Jersey spolu s nedalekými neobývanými skupinami ostrůvků tvoří závislé území britské koruny, oficiálně zvané Rychtářství Jersey (anglicky Bailiwick of Jersey). Má vlastní měnu (jerseyská libra), která obíhá v paritě s britskou librou, vlastní zákony a parlament s rozsáhlou autonomií. Jelikož se jedná o území náležící britské koruně, vládne ostrovu Jersey monarcha Spojeného království, v současnosti král Karel III. Nejvyšší úředník, předsedající parlamentu i soudu, nese tradiční titul bailif (anglicky Bailiff, možno přeložit jako rychtář). Kromě toho existuje také úřad guvernéra (anglicky Lieutenant Governor), který zastupuje na ostrově osobu britského monarchy a je jeho poradcem pro Jersey. Dnes má už jen symbolický význam, protože britská vláda prakticky odpovídá pouze za obranu a vnější vztahy ostrova.
Jersey není součástí Spojeného království a je subjektem mezinárodního práva odlišným od mezinárodní subjektivity Spojeného království, ale Spojené království je ústavně zodpovědné za obranu Jersey. Definice Spojeného království v britském zákonu British Nationality Act 1981 o britském občanství zahrnuje společně Spojené království i ostrovy.
Evropská komise v písemné odpovědi Evropskému parlamentu v roce 2003 potvrdila, že Jersey bylo v rámci Unie evropským územím, za jehož vnější vztahy odpovídá Spojené království. Jersey nebylo součástí Evropské unie, ale mělo s ní zvláštní vztah, a to zejména v rámci Evropského společenství za účelem volného obchodu se zbožím.

## Hospodářství
Hlavními oporu hospodářství představují finanční služby, využívající zdejších daňových specifik. Význam má také turistika. Oblíbenou atrakcí je mj. Jerseyská zoo (Jersey Zoo), založená přírodovědcem Geraldem Durrellem roku 1959 specializující se na ohrožené druhy zvířat. Tradiční jsou i některá zemědělská odvětví – pěstování květin, pěstování speciální odrůdy brambor Jersey Royal (tzv. ledvinky nebo rohlíčky, které nesou ochrannou známku – pouze ty, co jsou vypěstované na ostrově Jersey, mohou nést název Jersey Royal) a chov hovězího dobytka (jerseyský skot pochází právě z tohoto ostrova).

### Literatura

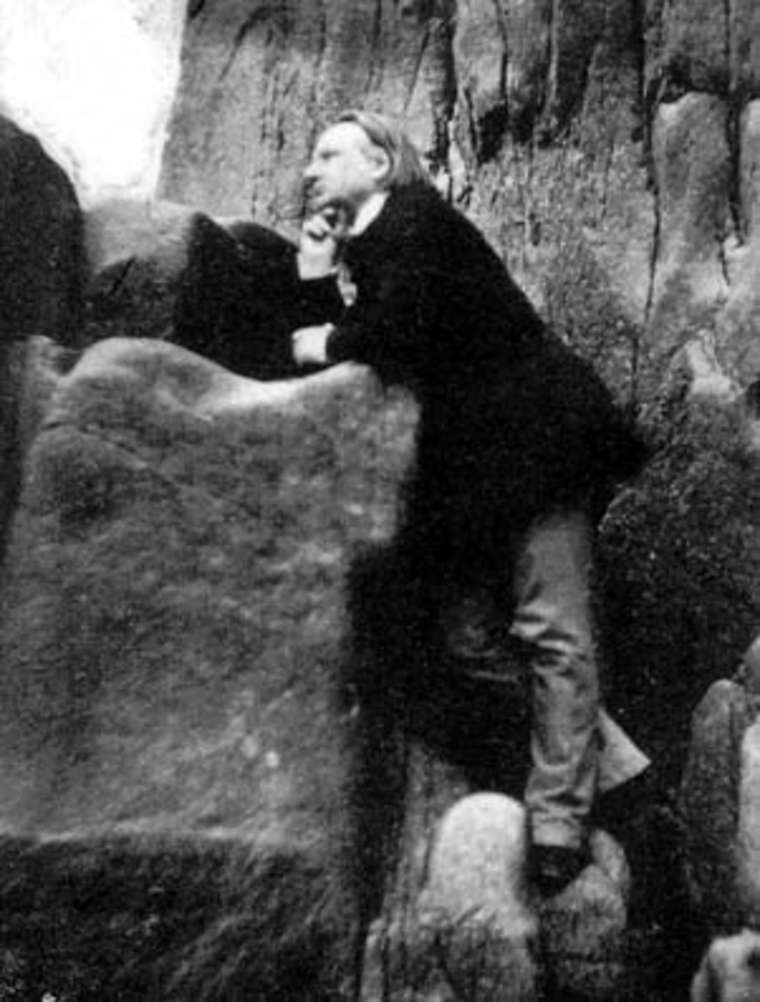
Victor Hugo v exilu na Jersey (1853–1855)

## Významní obyvatelé
- Henry Cavill